# Llatí Pacat Drepani
Llatí Pacat Drepani (en llatí Latinus Pacatus Drepanius) va ser un retòric nadiu d'Aquitània que va escriure diverses composicions i panegírics.
Va ser enviat pel govern d'Aquitània a felicitar Teodosi el gran per la seva victòria sobre Magne Màxim, probablement a la tardor del 391, i va llegir, probablement en presència de l'emperador, un panegíric que es conserva. Va ser també un poeta conegut i va tenir el càrrec de procònsol. El panegíric, escrit en un llenguatge que barreja la prosa i la poesia, té una bona expressió del pensament, i recorda, per les seves floritures, el que s'anomenava l'escola retòrica asiàtica. Va escriure algunes cartes, les dirigides a Símmac es conserven.